# Somoskeszi
Somoskeszi, románul: Șomoșcheș, település Romániában, a Partiumban, Arad megyében.

## Fekvése
Borosjenőtől és Csermőtől északra fekvő település.

## Története
Somoskeszi, Keszi a középkorban Zaránd vármegyéhez tartozott. Nevét először 1344-ben Samugkezew néven említette oklevél. 1461-ben Samulkezy ~ Samolkezy néven említették, mint vámhelyet. Nevét 1745-ben Somostyes, 1808-ban Somoskesz, Somoskeszi, 1828-ban Somos Keszi, Somos Köz, 1913-ban Somoskeszi néven írták.
1851-ben Fényes Elek írta a településről: „Somoskesz, Somostyes, Arad vármegyében. Van 1162 óhitű lakosa, anyatemploma, oskolája, derék urilaka. Határa 7600 hold, ... Birja Jakabffy Gergely.”
1910-ben 2119 lakosából 2052 román, 27 magyar, 39 német volt. Ebből 2020 görögkeleti ortodox, 57 római katolikus volt.
A trianoni békeszerződés előtt Arad vármegye Borosjenői járásához tartozott.